# Sacha Kljestan
Sacha Bryan Kljestan (Anaheim, 9 settembre 1985) è un ex calciatore statunitense di origini serbe, di ruolo centrocampista.

## Carriera
Il 3 gennaio 2018 passa all'Orlando City in cambio di Carlos Rivas e Tommy Redding.

## Palmarès

### Club

#### Competizioni nazionali
- Campionato belga: 3

Anderlecht: 2011-2012, 2012-2013, 2013-2014
- Supercoppa del Belgio: 4

Anderlecht: 2010, 2012, 2013, 2014
- MLS Supporters' Shield: 1

New York Red Bulls: 2015

### Individuale
- U.S. Soccer Athlete of the Year: 1

Miglior giovane: 2008
- Miglior assist-man della Major League Soccer: 1

2016 (20 assist)
- MLS Best XI: 2

2008, 2016